# Джон Дербішир (плавець)
Джон Дербішир (англ. John Derbyshire, 29 листопада 1878 — 25 листопада 1938) — британський плавець.
Олімпійський чемпіон 1908 року, учасник 1912 року.